# Деніз Кандійоті
Дені́з Кандійоті́ (тур. Deniz Kandiyoti; нар. 15 березня 1944, Стамбул, Туреччина) — турецько-британська авторка та науковиця, що спеціалізується на дослідженнях у галузі гендерних відносин та політики розвитку на Близькому Сході, зокрема в Туреччині. Має ступінь доктора філософії (PhD) Лондонської школи економіки.
Її роботи з питань гендеру та ісламу, особливо в постколоніальних контекстах та сферах розвитку сільських територій, мали значний вплив на всю галузь. Вона започаткувала нові дослідження для розуміння наслідків ісламу та державної політики для жінок, і завдяки цьому привернула більше уваги до цієї сфери.
Станом на 2010 рік Кандійоті є почесною професоркою (Professor Emeritus) з досліджень розвитку в Школі східних та африканських досліджень Лондонського університету, де вона почала працювати в 1992 році. Вона консультувала Програму розвитку ООН, Міжнародну організацію праці, Організацію Об'єднаних Націй з питань освіти, науки і культури (ЮНЕСКО), Організацію з безпеки і співробітництва в Європі (ОБСЄ), Міністерство міжнародного розвитку Великої Британії  та Фонд ООН для розвитку в інтересах жінок (ЮНІФЕМ).

## Життєпис
Народилася в Стамбулі. Має подвійне громадянство — турецьке та британське. Отримала ступінь бакалавра мистецтв у Паризькому університеті в 1966 році та ступінь магістра наук із соціальної психології в Лондонській школі економіки, де пізніше також здобула ступінь доктора філософії.
Ранні роботи Кандійоті були зосереджені на політичній економії та трансформації сільських районів, але згодом вона перейшла до вивчення питань гендеру, націоналізму та ісламу. Останнім часом її дослідження «повернулися до вивчення політики гендеру в суспільствах з мусульманською більшістю, але з ще ширшої порівняльної перспективи», що включає Афганістан та Узбекистан, а також Туреччину.
Академічна діяльність Кандійоті базувалася як на теоретичних, так і на польових дослідженнях. Її початковий інтерес до гендеру виник під час польової роботи для докторської дисертації в Центральній Анатолії.
З 1969 по 1980 рік Кандійоті працювала в Стамбульському технічному університеті та Босфорському університеті в Туреччині, але потім переїхала до Англії, щоб викладати в Річмонд-коледжі (англ. Richmond, The American International University in London) в Сурреї, Англія. Кандійоті була науковою співробітницею в Манчестерському університеті та Сассекському університеті з 1987 по 1988 рік. У 1988 році вона ввела термін «патріархальний торг», що описує тактику, за якою жінка вирішує пристосуватися та прийняти гендерні ролі, які загалом ставлять жінок у невигідне становище, але максимізують її індивідуальну владу та можливості.
З 2000 по 2005 рік Кандійоті брала участь у дослідницькому проєкті, спонсорованому Науково-дослідним інститутом соціального розвитку ООН (UNRISD). Основними напрямками досліджень UNRISD у той час були подолання бідності, сприяння демократії та правам людини, гендерна рівність, екологічна стійкість та наслідки глобалізації. Вона також є редакторкою журналу Central Asian Survey, «єдиного визнаного рецензованого міждисциплінарного журналу у світі, що займається історією, політикою, культурами, релігіями та економікою Центральноазійського та Кавказького регіонів». Поточний проєкт Кандійоті має назву «Іслам та політика гендеру».

## Вибрані публікації
- Kandiyoti, Deniz (1985). Women in rural production systems: problems and policies (англ.). Париж: UNESCO. ISBN 978-92-3-102296-8.

У рамках серії «Жінки у світовій перспективі» Кандійоті «ілюструє різні моделі участі жінок у сільськогосподарських виробничих системах шляхом порівняльного аналізу випадків з Африки, Азії, Латинської Америки, Близького Сходу та Північної Африки» (з передмови).
- Kandiyoti, Deniz (September 1988). Bargaining with Patriarchy. Gender and Society (англ.). 2 (3): 274—290. doi:10.1177/089124388002003004.

Ця стаття, опублікована в той час, коли ісламські гендерні дослідження були рідкістю, а галузь тільки зароджувалася, викликала широкий резонанс. Згодом сама Кандійоті критикувала її, називаючи «аналітично недосконалою роботою» (Hammami, 2006, с. 1350). Вона пояснювала успіх статті «миттєвим впізнанням явищ, які [вона] описувала, особливо з боку [її] колег з Півдня, які майже інтуїтивно розуміли, про що [вона] говорить» (Hammami, 2006, с. 1350).
- Kandiyoti, Deniz, ред. (1991). Women, Islam, and the State (англ.). Філадельфія: Temple University Press. ISBN 9780877227861.

Ця книга є збіркою кейс-стаді, що стосуються ісламських держав та їхньої історії взаємин із жінками. Книга стверджує, «що адекватний аналіз становища жінок у мусульманських суспільствах має ґрунтуватися на детальному вивченні політичних проєктів сучасних держав та їхніх історичних трансформацій» (с. 2).
- Kandiyoti, Deniz (January 1990). Women and rural development policies: the changing agenda. Development and Change (англ.). 21 (1): 5—22. doi:10.1111/j.1467-7660.1990.tb00365.x.

У цій статті аналізуються та оцінюються політики, спрямовані на сільських жінок у країнах Третього світу, відображені в дослідженнях та політичних документах «Жінки в розвитку» (WID).
- Kandiyoti, Deniz (1996). Cariyeler, bacılar, yurttaşlar: kimlikler ve toplumsal dönüşümler [Наложниці, сестри, громадянки: ідентичності та соціальні трансформації] (тур.). Стамбул: Metis Yayınları.